# KM Torhout
KM Torhout is een Belgische voetbalclub uit Torhout. De club is aangesloten bij de KBVB met stamnummer 822 en heeft groen, zwart en wit als kleuren. Torhout speelt in de nationale reeksen en speelt zijn thuiswedstrijden in De Velodroom.

## Geschiedenis
Torhout 1992 KM is ontstaan uit de fusie van twee clubs uit Torhout, namelijk VK Torhout en SK Torhout.
In 1920 werd in de stad FC Torhout, later KFC Torhout en uiteindelijk KVK Torhout. De club was bij de KBVB aangesloten met stamnummer 110. Deze oudste Torhoutse club speelde vanaf 1951 op de "Velodroom". Het was de eerste Torhoutse club die in 1969 de nationale reeksen bereikte.
In 1926 werd in de stad nog een club opgericht, Sportkring Tourhout. Ook deze club sloot zich bij de Belgische Voetbalbond aan en kreeg bij de invoering van de stamnummers in 1926 nummer 822 toegekend. Tot 1927 speelde de club aan de "Roeselaerse Kalsijde", daarna tot 1946 aan de "Kortemarkse Kalsijde". In 1952 werd de club koninklijk en de naam werd Koninklijke Sportkring Torhout (KSK Torhout). Tot 1963 speelde men aan de "Brildam", en daarna op het "Sportstadium".
KSK Torhout bleef meer dan een halve eeuw in de provinciale reeksen spelen, tot het in 1987 voor het eerst de nationale Vierde Klasse bereikte. De club trof er stadsgenoot KVK Torhout aan, dat er in de jaren 70 en 80 al verschillende jaren had gespeeld. Beide Torhoutse clubs konden zich handhaven in Vierde Klasse, en KSK wist er de volgende jaren meermaals voor het oudere KVK te eindigden.
In 1991/92 strandden beide Torhoutse clubs echter op een degradatieplaats. In 1992 fusioneerden beide teams tot Torhout 1992 KM, en het stamnummer 822 werd behouden. De eerste voorzitter werd Charles Hollevoet, afkomstig van KVK, terwijl Rudi Vanneste, afkomstig van KSK, secretaris en gerechtigd correspondent werd. De club ging spelen op De Velodroom, de terreinen van KVK en speelde verder in Eerste Provinciale. In 1995 werd de fusieclub kampioen in Eerste Provinciale en het Torhoutse voetbal keerde zo terug naar Vierde Klasse. Oswald Bossuyt werd dat jaar de nieuwe clubvoorzitter. In 1997 pakte Torhout ook in Vierde Klasse de titel en zo promoveerde men voor het eerst naar Derde Klasse.
Torhout kon zich de volgende seizoenen handhaven in Derde Klasse, al zakte men een paar keer voor een seizoen terug naar Vierde Klasse. In 2001 werd in Torhout de oude naam SK een nieuw leven ingeroepen door de oprichting van een nieuwe voetbalclub New SK Torhout, vanaf 2002 weer SK Torhout genoemd, een afzonderlijke club die is aangesloten bij de KBVB met stamnummer 9388.
Op 28 oktober 2008 overleed voorzitter Oswald Bossuyt onverwacht op 72-jarige leeftijd aan de gevolgen van een hersenbloeding. In het seizoen 2008/09 eindigde Torhout op de negende plaats maar was wel periodekampioen in de tweede periode. Hierdoor kon men meedoen met de eindronde. Uiteindelijk wonnen ze de twee matchen in de eindronde en konden ze zo weer promoveren naar de derde klasse.
In 2018 zakte de club naar de 3e amateurliga (vroegere 4e klasse), maar in het seizoen 2021-2022 eindigde KM Torhout vierde en kon zo deelnemen aan de eindronde, waar de club erin slaagde terug te promoveren naar de 2e amateurliga.
In 2020 werd besloten om de naam van de club te wijzigen in KM Torhout.

## Resultaten
| Als KSK Torhout     |    |    |     |     |     |     |                    |                                                          |                                                          |
| 1987/88             |    |    |     |     | 7   |     | Vierde klasse A    | 32                                                       |                                                          |
| 1988/89             |    |    |     |     | 7   |     | Vierde klasse A    | 29                                                       |                                                          |
| 1989/90             |    |    |     |     | 8   |     | Vierde klasse A    | 31                                                       |                                                          |
| 1990/91             |    |    |     |     | 6   |     | Vierde klasse A    | 31                                                       |                                                          |
| 1991/92             |    |    |     |     | 14  |     | Vierde klasse A    | 24                                                       |                                                          |
| Als Torhout 1992 KM |    |    |     |     |     |     |                    |                                                          |                                                          |
| 1992/93             |    |    |     |     |     | ?   | Eerste prov. W-Vl. | ?                                                        |                                                          |
| 1993/94             |    |    |     |     |     | ?   | Eerste prov. W-Vl. | ?                                                        |                                                          |
| 1994/95             |    |    |     |     |     | 1   | Eerste prov. W-Vl. | ?                                                        |                                                          |
| 1995/96             |    |    |     |     | 3   |     | Vierde klasse A    | 49                                                       |                                                          |
| 1996/97             |    |    |     |     | 5   |     | Vierde klasse A    | 47                                                       |                                                          |
| 1997/98             |    |    |     |     | 1   |     | Vierde klasse A    | 60                                                       |                                                          |
| 1998/98             |    |    |     | 12  |     |     | Derde klasse A     | 38                                                       |                                                          |
| 1999/00             |    |    |     | 15  |     |     | Derde klasse A     | 31                                                       |                                                          |
| 2000/01             |    |    |     |     | 1   |     | Vierde klasse A    | 66                                                       |                                                          |
| 2001/02             |    |    |     | 9   |     |     | Derde klasse A     | 41                                                       |                                                          |
| 2002/03             |    |    |     | 13  |     |     | Derde klasse A     | 30                                                       |                                                          |
| 2003/04             |    |    |     | 6   |     |     | Derde klasse A     | 47                                                       |                                                          |
| 2004/05             |    |    |     | 3   |     |     | Derde klasse A     | 54                                                       | Verlies in eindronde voor promotie tegen OH Leuven       |
| 2005/06             |    |    |     | 10  |     |     | Derde klasse A     | 41                                                       |                                                          |
| 2006/07             |    |    |     | 9   |     |     | Derde klasse A     | 39                                                       |                                                          |
| 2007/08             |    |    |     | 15  |     |     | Derde klasse A     | 24                                                       |                                                          |
| 2008/09             |    |    |     |     | 9   |     | Vierde klasse A    | 44                                                       | Promotie na winst in eindronde                           |
| 2009/10             |    |    |     | 12  |     |     | Derde klasse A     | 45                                                       |                                                          |
| 2010/11             |    |    |     | 12  |     |     | Derde klasse A     | 42                                                       |                                                          |
| 2011/12             |    |    |     | 5   |     |     | Derde klasse A     | 50                                                       |                                                          |
| 2012/13             |    |    |     | 7   |     |     | Derde klasse A     | 51                                                       |                                                          |
| 2013/14             |    |    |     | 14  |     |     | Derde klasse A     | 40                                                       |                                                          |
| 2014/15             |    |    |     | 15  |     |     | Derde klasse A     | 40                                                       |                                                          |
| 2015/16             |    |    |     | 15  |     |     | Derde klasse A     | 28                                                       |                                                          |
|                     | 1A | 1B | 1Am | 2Am | 3Am | P.I |                    | Vanaf 2016-17 zijn er 3 nationale en 2 regionale niveaus | Vanaf 2016-17 zijn er 3 nationale en 2 regionale niveaus |
| 2016/17             |    |    |     | 9   |     |     | Tweede klasse Am.  | 39                                                       |                                                          |
| 2017/18             |    |    |     | 15  |     |     | Tweede klasse Am.  | 26                                                       |                                                          |
| 2018/19             |    |    |     |     | 12  |     | Derde klasse Am.   | 34                                                       |                                                          |
| 2019/20             |    |    |     |     | 12  |     | Derde klasse Am.   | 28                                                       | Competitie stopgezet na speeldag 24 door COVID-19        |
| Als KM Torhout      |    |    |     |     |     |     |                    |                                                          |                                                          |
| 2020/21             |    |    |     |     | -   |     | Derde afdeling     | -                                                        | Geen competitie door COVID-19                            |
| 2021/22             |    |    |     |     | 4   |     | Derde afdeling     | 54                                                       | Promotie na winst in eindronde                           |
| 2022/23             |    |    |     | 12  |     |     | Tweede Afdeling A  | 44                                                       |                                                          |
| 2023/24             |    |    |     | 11  |     |     | Tweede Afdeling A  | 47                                                       |                                                          |
| 2024/25             |    |    |     | 13  |     |     | Tweede afdeling A  | 32                                                       |                                                          |
| 2025/26             |    |    |     |     |     |     | Tweede afdeling A  |                                                          |                                                          |

## Trainers
- 2006-2007  Gaby Demanet
- 2007-2008  Mario David,  Didier Degomme
- 2008-2009  Didier Degomme
- 2009-2010  Didier Degomme
- 2010-2011  Didier Degomme
- 2011-2012  Didier Degomme
- 2012-2013  Didier Degomme,  Dieter Lauwers
- 2013-2014  Dieter Lauwers,  Gaby Demanet,  Frank Bruyneel
- 2014-2015  Frank Bruyneel
- 2015-2016  Frank Bruyneel,  Allan Deschodt
- 2016-2017  Allan Deschodt
- 2017-2018  Allan Deschodt,  Nigel Smith,  Bruno Debo
- 2018-2019  Bruno Debo
- 2019-2020  Didier Degomme
- 2020-2021  Didier Degomme
- 2021-2022  Stijn Meert
- 2022-2023  Stijn Meert,  Geert Versavel
- 2023-2024  Geert Versavel,   Johnny Nierynck

## Bekende (ex-)spelers

### KSK Torhout
- Dirk Hinderyckx
- Gino Maes

### Torhout 1992 KM
- Kristof Arys
- Geoffrey Claeys
- Bram De Ly
- Tom De Sutter
- Nico Vanderdonck
- Jeroen Vanthournout